# Фельснер, Херманн
Херманн Фельснер (нем. Hermann Felsner; 1 апреля 1889, Вена — 6 февраля 1977, Грац) — австрийский футболист и тренер, играл на позиции защитника. В Италии был известен под именем Эрманно Фельснер (итал. Ermanno Fellsner).

## Карьера
Херманн Фельснер выступал за «Винер Шпорт-Клуб» с 1909 по 1919 год. В 1920 году он уехал в Италию, где возглавил, в качестве тренера, клуб «Болонья», с которой выиграл 2 чемпионата Италии в 1925 и 1929 годах, в 1926 году клуб стал вторым в северной лиге, проиграв «Ювентусу», а в 1927 и 1928 годах «Болонья» завоевала серебряные медали в чемпионате страны. В 1931 году Фельснер перешёл в «Фиорентину», в первый же год с новым тренером «фиалки» заняли 4-е место, ну а затем успехи клуба стали ещё скромнее (всего Фельснер работал с клубом на протяжении 56 матчей, из них команда 25 выиграла, 11 свела вничью и 20 проиграла). В 1933 году Фельснер присоединился к клубу «Сампьердаренезе», выступавший в серии В, австрийский тренер вывел команду в высший итальянский дивизион уже в первый год работы.
В 1936 году Фельснер возглавил «Дженоа», который привёл к выигрышу Кубка Италии, в финале которого генуэзский клуб победил «Рому» со счётом 1:0. Сразу по окончании сезона с «Дженоа», Фельснер принял руководство «Миланом» и занял с клубом 3-е место в чемпионате и достиг полуфинала кубка Италии, проработав на протяжении 42 матчей. Затем Фельснер вернулся в «Болонью» и выиграл с командой ещё два «скудетто» и занял в 1940 году второе место. После войны Фельснер работал в «Болонье» техническим директором, а затем два сезона тренировал «Ливорно».

## Достижения
- чемпион Италии: 1925, 1929, 1939, 1941
- Обладатель Кубка Италии: 1937